# Paspalum repens
Paspalum repens là một loài thực vật có hoa trong họ Hòa thảo. Loài này được P.J.Bergius mô tả khoa học đầu tiên năm 1772.